# اژدرلو
اژدرلو یک روستا در ایران است که در دهستان اجارود مرکزی واقع شده‌است. روستای اژدرلو (که به انگوتلار سفلی نیز معروف است) روستایی در شمال شهرستان گرمی بوده و آخرین روستای این شهرستان محسوب می‌شود. از شمال با روستای انجیرلو و قیزقلعه که از توابع بیله سوار می‌باشند و از غرب با روستای یدی گارداش و از جنوب با روستای ساری نصیرلو همسایه می‌باشد. و با گمرک بیله سوار حدود ۲۵کیلومتر فاصله دارد.
با صلاح دید مسئولین این روستا به عنوان مرکز تجاری اداری منطقه آزاد جدید انتخاب شده‌است.
جمعیت این روستا نزدیک به ۳۰۰ نفر می‌باشد که شامل ۷۰ خانوار می‌باشد.
این روستا به دلیل موقعیت جغرافیایی خاص در منطقه شاهد پیشرفتهای زیادی بوده‌است به طریقی که پلیس راه راهنمایی و رانندگی گرمی_بیله سوار به این روستا منتقل گردیده‌است. بزرگراه اردبیل به قفقاز نیز از این روستا می‌گذرد و پروژه‌های زیربنایی این بزرگراه نیز هم‌اکنون در دست اجرا است و محدوده زیر نظر راهداری گرمی در حال تعریض جاده می‌باشد.
همچنین پروژهٔ راه‌آهن اردبیل به قفقاز نیز از محدوده این روستا عبور خواهد کرد.
سیلوی ذخیره‌سازی گندم و بزرگ‌ترین شهرک گلخانه ای منطقه در این روستا واقع شده و مجتمع گاوداری صنعتی نیز بزودی به بهره داری خواهد رسید. از این رو پیش‌بینی می‌شود سایر پروژه‌های تجاری عمرانی و توریستی و مذهبی از جمله زائرسرا در محدوده این روستا راه اندازی شود.
لازم است ذکر شود که سفره نفتی زیر زمینی منطقه معروف به قیرلی درسی در ۱۰کیلومتری این روستا واقع گردیده‌است.
اراضی این روستا بسیار حاصلخیز بوده و زیرکشت محصولاتی همچون گندم_جو_عدس_نخود_یونجه و کلزا می‌باشد. زمین‌های این روستا بصورت دیمی بوده ولی بزودی تحت آبیاری صنعتی قرار خواهد گرفت.
روستای اژدرلو و روستاهای اطراف ان در منطقه باستانی ۲۰۰۰ساله قرار گرفته‌اند همچنین این منطقه در دوره سلسله ساسانیان در مسیر جاده ابریشم بوده و قلعه قیز قلعه سی پایگاه نظامی منطقه بوده‌است. آثار باستانی فراوانی از این منطقه کشف شده و هر ساله آثار جدیدی نیز بصورت غیرمجاز کشف و به کشورهای حاشیه خلیج فارس فروخته می‌شود.
فتحعلی شاه قاجار نیز در لشکرکشی به تفلیس در ا این روستا اردو زده به استراحت پرداخته از این رو بخشهایی از زمینهای این روستا به نام فتحعلی اردوسی معروف است.
اکثریت زمینهای این روستا به سه خاندان سرحدی کشتی و علایی تعلق دارد ولی بخشی از جمعیت روستا شامل مهاجرین نیز می‌باشند که در زمان اجرای قوانین اصلاحات ارزی مهاجرین غیر بومی نیز بخش کوچکی از زمینهارا به مالکیت خود دراوردند.